# Joe Armstrong (Schauspieler)

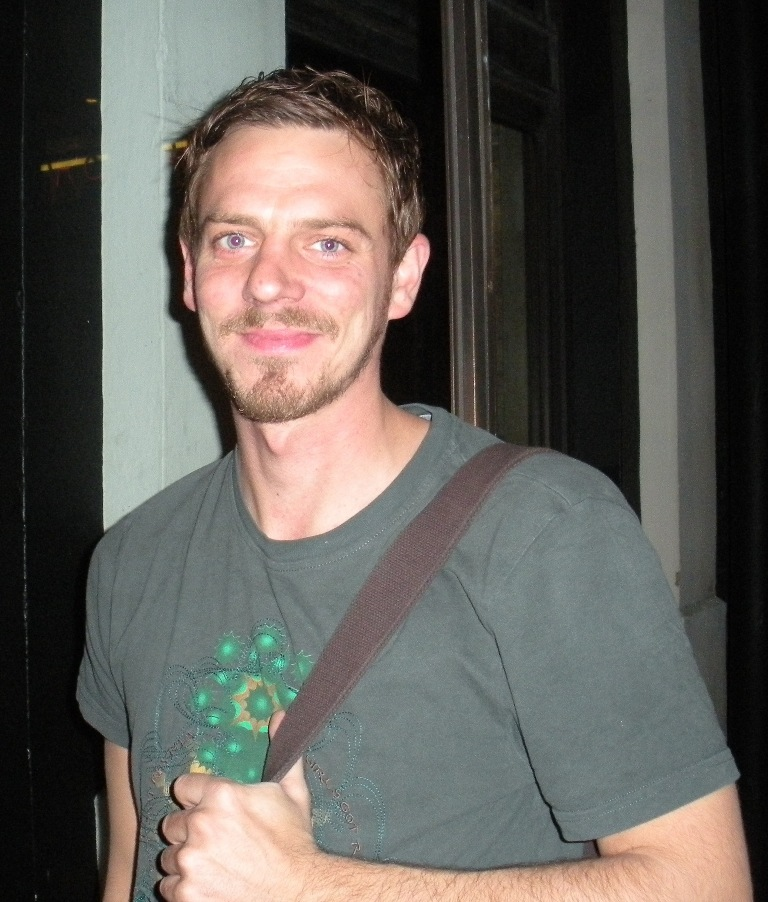
Joe Armstrong, 2010

Joe Armstrong (* 7. Oktober 1978 in London) ist ein britischer Schauspieler.

## Leben
Joe Armstrong ist der Sohn des Schauspielers Alun Armstrong und dessen Frau Sue. Er hat einen älteren Bruder, Tom, und einen jüngeren Bruder, Dan, der in der Band Clock Opera spielt. Er wurde in London geboren und wuchs dort auf. Von 1993 bis 1997 besuchte er eine Schule in Putney. Danach studierte er an der University of Bristol.
Armstrong war unter anderem als Allan a Dale in der BBC-Fernsehserie Robin Hood von 2006, als Henry Percy in der Miniserie The Hollow Crown und als Ashley Cowgill in Happy Valley – In einer kleinen Stadt zu sehen. 
Auf der Bühne spielte er die Hauptrolle in D. C. Moores Stück The Empire.

## Filmografie (Auswahl)
- 2003: Between the Sheets (Miniserie, 6 Episoden)
- 2004: Passer By (Fernsehfilm)
- 2004: Waking the Dead – Im Auftrag der Toten (Waking the Dead, Fernsehserie, 2 Episoden)
- 2004: Inspector Barnaby (Midsomer Murders, Fernsehserie, 1 Episode)
- 2004: Foyle’s War (Fernsehserie, 1 Episode)
- 2004: Blackpool (Fernsehserie, 3 Episoden)
- 2006–2009: Robin Hood (Fernsehserie, 38 Episoden)
- 2006: Rose and Maloney (Fernsehserie, 1 Episode)
- 2006: Inspector Lynley (The Inspector Lynley Mysteries, Fernsehserie, 1 Episode)
- 2007: Party Animals (Fernsehserie, 1 Episode)
- 2007: The Last Detective (Fernsehserie, 1 Episode)
- 2007: The Whistleblowers (Fernsehserie, 1 Episode)
- 2009: Breaking the Mould (Fernsehfilm)
- 2010: A Passionate Woman (Fernsehserie, 1 Episode)
- 2011: Hustle – Unehrlich währt am längsten (Hustle, Fernsehserie, 1 Episode)
- 2011: Land Girls (Fernsehserie, 5 Episoden)
- 2011: Public Enemies (Miniserie, 3 Episoden)
- 2012: The Hollow Crown (Miniserie, 1 Episode)
- 2013–2014: The Village (Fernsehserie, 11 Episoden)
- 2014: Closer to the Moon
- 2014: Happy Valley – In einer kleinen Stadt (Happy Valley, Fernsehserie, 6 Episoden)
- 2016: Black Mirror (Fernsehserie, Episode 3x06)
- 2016: To Walk Invisible: The Bronte Sisters (Fernsehfilm)
- 2017: Die dunkelste Stunde (Darkest Hour)
- 2018: Britannia (Fernsehserie)
- 2019: Gentleman Jack (Fernsehserie, 8 Episoden)